# Marcel Meeuwis
Marcel Meeuwis (* 31. Oktober 1980 in Goirle) ist ein niederländischer Fußballspieler.

## Karriere
Seine ersten beiden Spiele als Profi absolvierte Meeuwis in der Saison 2000/01 für Willem II. Nachdem er in seiner zweiten Saison nur zu vier Einsätzen gekommen war, wechselte er zum VVV Venlo in die Eerste Divisie und wurde dort Stammspieler.
2006 wechselte Meeuwis in die Eredivisie zu Roda JC Kerkrade, wo er in den folgenden Jahren ebenfalls zu den Leistungsträgern gehörte.
Am 18. Mai 2009 gab er bekannt, einen Dreijahresvertrag beim Bundesligisten Borussia Mönchengladbach unterschrieben zu haben.
Nachdem Meeuwis in der Hinrunde der Saison 2010/11 nur zu zwei Kurzeinwechslungen gekommen war, gab Borussia Mönchengladbach am 31. Januar bekannt, dass er bis zum Saisonende an Feyenoord Rotterdam ausgeliehen wird. Bei den Niederländern war er in den verbleibenden 13 Spielen Stammspieler in der Eredivisie.
Am 7. Juli 2011 gab Meeuwis seinen Wechsel zu VVV-Venlo bekannt, wo er einen Vertrag mit einer Laufzeit bis 2014 unterschrieb.

## Länderspielkarriere
Im März 2009 absolvierte Meeuwis ein Spiel für die niederländische B-Nationalelf gegen die deutsche U-21-Nationalmannschaft, das seine Mannschaft mit 4:0 gewann. Insgesamt machte er zwei B-Länderspiele für die Niederlande.